# Pierre Boitard
Aquest autor és citat en taxonomia animal amb el nom «Boitard».
Pierre Boitard (1789 – 1859) fou un botànic i geòleg francès. A més de descriure i classificar el diable de Tasmània, és cèlebre per la seva obra de ficció d'història natural Paris avant les hommes ("París abans dels homes"), publicada pòstumament el 1861, i que descrivia un avantpassat prehistòric dels humans que vivia a la regió de París.